# Ululering
Ululering eller zaghrouta kallas det jubeljoddel som används vid bröllop och stora festligheter.
Ljudet är långt, högfrekvent och drillande.
Ululering är vanligt förekommande i större delen av Afrika, mellanöstern och central- och södra Asien samt på några platser i Europa (till exempel Cypern och delar av Spanien). Väluppfostrade arabiska kvinnor som ululerar håller handflatan ovanför munnen och döljer tungan för att slippa sexuella anspelningar.